# Satya Nadella
Satya Narayana Nadella (/nəˈdɛlə/; n. 19 august 1967, Hyderabad, Andhra Pradesh⁠(d), India) este un inginer și director executiv indiano-american. În prezent, ocupă funcția de director executiv (CEO) al Microsoft, urmând pe Steve Ballmer în 2014.
Înainte de a deveni director executiv, el a fost vicepreședintele executiv al grupului Microsoft Cloud și Enterprise Group, responsabil de construirea și conducerea platformelor de calcul ale companiei.

## Legături externe
- Materiale media legate de Satya Nadella la Wikimedia Commons
- Microsoft bio
- Satya Nadella's theCUBE Interview from Accel Stanford Symposium 2013
- Apariții pe C-SPAN

| Predecesor: Steve Ballmer | CEO al Microsoft 2014–prezent | Succesor: incumbent |